# Kapela sv. Jurja u Mateškom Selu
Kapela sv. Jurja se nalazi u naselju Mateško Selo, u općini Generalski Stol.

## Opis
Najstarija kapela na karlovačkom području jednobrodna je građevina pravokutnog tlocrta s nešto užim pravokutnim svetištem, zvonikom na preslicu i otvorenim predvorjem ispred glavnog pročelja. Svetište je svođeno bačvastim svodom, strop lađe je drveni grednik.U kontinuitetu gradnje od 12. do 20. st. sačuvane su i prezentirane strukture srednjovjekovne, kasnogotičke i barokne faze, dok je intervencija 20. st. vidljiva u pročelnoj zoni i dijelu otvora. Kapela je dijelom građena od rimskih spolija-sanduka i poklopaca urni i sarkofaga u funkciji konstruktivno-građevnog elementa.

## Zaštita
Pod oznakom Z-3174 zaveden je kao nepokretno kulturno dobro – pojedinačno, pravna statusa zaštićena kulturnog dobra, klasificirano kao "sakralna graditeljska baština".